# Скворцов, Иван Фёдорович (председатель колхоза)
Иван Фёдорович Скворцов (20 ноября 1919, Токмово, Пензенская губерния — 28 февраля 1999, Ковылкино, Мордовия) — советский хозяйственный, государственный и политический деятель.

## Биография
Родился в 1919 году в селе Токмово.
С 1936 года — на хозяйственной, общественной и политической работе. В 1936—1984 годы — в колхозе «Заря коммунизма», райкоме ВЛКСМ, в РККА, заведующий Майданской сберкассой, председатель колхозов «Заря коммунизма», «Россия» Ковылкинского района Мордовской АССР, инженер Ковылкинской РТС.
Заслуженный работник сельского хозяйства МАССР. Избирался депутатом Верховного Совета СССР 8-го созыва.
Умер в 1999 году в Ковылкине.